# Gorliczyna
Gorliczyna ist eine Ortschaft mit einem Schulzenamt der Landgemeinde Przeworsk im Powiat Przeworski der Woiwodschaft Karpatenvorland in Polen.

## Geographie
Der Ort liegt am Fluss Mleczka, einem rechten Zufluss der Wisłoka, im südlichen Sandomirer Becken.
Nachbarorte sind die Stadt Przeworsk im Süden, Grzęska im Südwesten, Gniewczyna Łańcucka im Norden, Jagiełła im Osten, sowie Chałupki im Südosten.

## Geschichte
Im Jahr 1393 erhielt Przeworsk Stadtrecht und wurde gleichzeitig zum Sitz eines Klosters des Ritterordens vom Heiligen Grab zu Jerusalem. Im nächsten Jahr wurden einige Dörfer in der Umgebung in einem Privileg des Klosters erwähnt, darunter Arnul(d)towa Wola. Die Ergänzung Wola (lateinisch libertas) deutete auf eine steuerfreie Neugründung. Der heutige Name Gorlyczyna ist zunächst aus einer Abschrift aus dem Jahr 1529 eines Dokuments von 1428 bekannt. Im Jahr 1479 wurde Hannes Schneyder von Görleczdörff im deutschsprachigen Schöffenbuch des Dorfs Krzemienica erwähnt, was einige Forscher, die es mit Gorliczyna verbinden, zur Schlussfolgerung führte, dass es von Textilhandwerkern aus Görlitz gegründet wurde (Przeworsk mit der Umgebung war schon im 14. Jahrhundert von Textilkunst bekannt). Der Name ist vom Personennamen Gorlic(z) (vergleiche polnisch gardło, ukrainisch horło – Kehle) mit dem Suffix -ina abgeleitet.
Das Dorf gehörte zunächst zum Königreich Polen, Woiwodschaft Ruthenien, Przemyśler Land. Im 15. Jahrhundert baute dort der Besitzer Rafał Jarosławski ein Vorwerk, später ein Schloss, das zum Sitz Güter wurde.
Bei der Ersten Teilung Polens kam Gorliczyna 1772 zum neuen Königreich Galizien und Lodomerien des habsburgischen Kaiserreichs (ab 1804). Nach der Aufhebung der Patrimonialherrschaft mit Leibeigenschaft bildete es eine Gemeinde im Bezirk und Gerichtsbezirk Przeworsk.
1918, nach dem Ende des Ersten Weltkriegs und dem Zusammenbruch der k.u.k. Monarchie, kam der Ort zu Polen. Unterbrochen wurde dies nur durch die Besetzung Polens durch die Wehrmacht im Zweiten Weltkrieg.
Von 1975 bis 1998 gehörte Gorliczyna zur Woiwodschaft Przemyśl.